# Saint-Épain
Saint-Épain is een gemeente in het Franse departement Indre-et-Loire (regio Centre-Val de Loire). De plaats maakt deel uit van het arrondissement Chinon. Saint-Épain telde op 1 januari 2022 1.486 inwoners.

## Geografie
De oppervlakte van Saint-Épain bedroeg op 1 januari 2022 62,65 vierkante kilometer; de bevolkingsdichtheid was toen 23,7 inwoners per km².

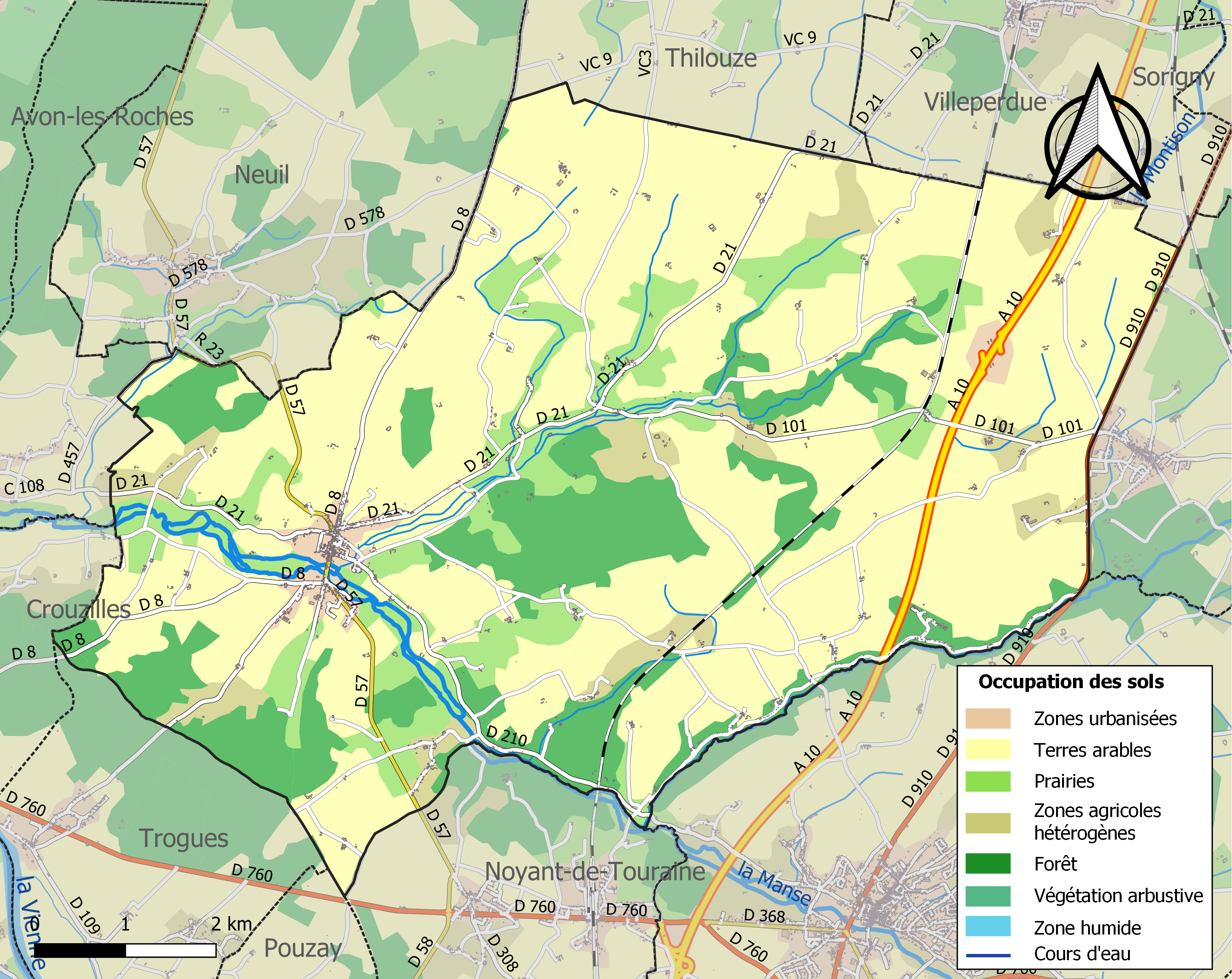
Kaart van de gemeente met de belangrijkste infrastructuur, bodemgebruik en omliggende gemeenten

## Demografie
Onderstaande figuur toont het verloop van het inwonertal (bron: INSEE-tellingen).